# Bloody Friday (Minneapolis)
Als Bloody Friday wird unter anderem der 20. Juli 1934 bezeichnet, an dem die Polizei auf streikende Fernfahrer in Minneapolis schoss, von ihnen 67 verletzte und den Fernfahrer Henry Ness tötete.
Siehe auch: Bloody Friday